# Liste der Monuments historiques in Chantepie
Die Liste der Monuments historiques in Chantepie führt die Monuments historiques in der französischen Gemeinde Chantepie auf.

## Liste der Objekte
| Bezeichnung | Beschreibung                                          | Standort                       | Kennzeichnung | Schutzstatus | Datum | Bild           |
| ----------- | ----------------------------------------------------- | ------------------------------ | ------------- | ------------ | ----- | -------------- |
| Retabel     | Holz, bemalt und vergoldet, Ende des 17. Jahrhunderts | in der Kirche St-Martin (Lage) | PM35000112    | Classé       | 1919  | weitere Bilder |